# Bajutsu

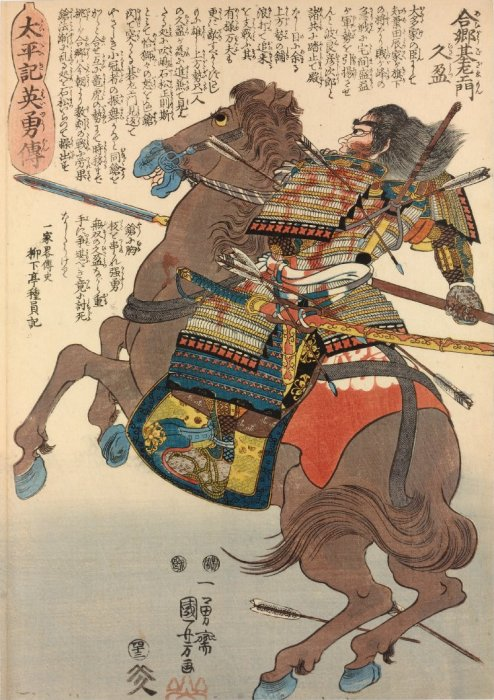
Un guerrero japonés montado y armado

El Bajutsu (en japonés 馬術) es un arte marcial japonés relacionado con la equitación, que agrupa técnicas de montar y combatir a caballo, históricamente considerado una disciplina de la equitación militar.

## Etimología
- Ba (馬): caballo, montura
- Jutsu (術): arte, técnica

## Historia
El bajutsu tiene sus orígenes en el siglo VII durante el reinado del emperador Tenji Tennō (天智天皇). Sin embargo, es a partir del siglo XII que se convierte en disciplina plena debido al desarrollo de tácticas de caballería más avanzadas. El motivo de lo tardío del desarrollo de esta manera de combatir, siendo ya muy arraigada en las estrategias militares de Europa y otras partes de Asia de la época, se debió a la escasez de caballos en el Japón del período Tenji, una escasez por la cual el bajutsu se consideraba un arte marcial privilegiado, mayoritariamente restringido a nobles y samuráis de altos rangos.
El declive del bajutsu comienza en la era Tokugawa, donde queda relegado a fines más bien ceremoniales. El menguante número de tropas de caballería montada se debió a la relativa duradera paz mantenida durante el reinado de Tokugawa Tsunayoshi, quien de hecho desanimó el uso de la caballería con fines bélicos. Ya a principios del período Edo en las familias samurái se practicaba bajutsu solo como arte.
Sin embargo, la importancia de la caballería en aquellos tiempos se refleja en la práctica de muchos historiadores de la época de evaluar el poderío militar de los bandos beligerantes en función de su caballería (número de caballos y habilidades de sus jinetes), obviando las cifras de los llamados soldados comunes (básicamente infantería), cuya contribución final era mayor.

## Técnicas militares
El bajutsu tradicional se centra en dos elementos: el adiestramiento y cuidado del caballo y el entrenamiento del jinete. También está relacionado con la artesanía en cuanto al desarrollo de equipo especializado como armadura adaptada y estribos. De un lado, requería por parte del jinete competencias de montura y dominio de la lucha con espada; los elementos de montura castrense incluyen el Yoseikan, el Takeda Ryu y el Ogasawara Ryu. A su vez, los caballos eran amaestrados para ignorar sobresaltos y conmociones mientras avanzando con ímpetu durante la carga, desviándose bruscamente en el último momento para permitir que el jinete le diera a su oponente con sus estribos en forma de ariete (shitanaga abumi). Estos estribos también permitieron al jinete ponerse de pie y disparar con relativa facilidad desde su montura.
Las cargas de caballería se hicieron más populares con el desarrollo de novedosas técnicas ecuestres de lanza a finales del siglo XIV, supliendo como arma principal del jinete a los arcos. En la segunda mitad del siglo XVI es cuando estas técnicas ven su esplendor, tras ser mejoradas y usadas con gran eficacia por el clan Takeda en las batallas de la época, y sobre todo por Takeda Shingen, el gran artífice de la caballería japonesa. La dominancia de este arte de la guerra, sin embargo, vio su fin una generación después, culminando en la derrota de su hijo, Takeda Katsuyori, en la batalla de Nagashino, donde el empleo de arcabuces y tácticas de guerra occidentales propiciaron un cambio en la percepción bélica japonesa (aquella es considerada la primera batalla moderna de Japón). Es a partir de entonces cuando las tácticas del bajutsu  dejan de ser usadas como medio propio y se convierten en parte de una estrategia más integral en conjunto con las fuerzas de infantería.

## Arte marcial y deporte
El bajutsu está considerado un arte marcial propio, a pesar de estar estrechamente relacionado con el yabusame – el tiro con arco ecuestre japonés. A día de hoy existen varias escuelas tradicionales que enseñan bajutsu, como Ogasawara, Otsubo, y Takeda.
A principios del siglo XX hubo en Japón una veintena de escuelas de bajutsu, y la Federación Japonesa de Bajutsu fue fundada en Tokio en 1946 con el fin de promover su enseñanza como disciplina deportiva moderna. Si bien, fuera de Japón es más popular como disciplina integrada dentro de otros sistemas más integrales, como el ninjutsu, donde se pone el enfoque en el practicante del arte, mientras que caballos y equipo se prestan durante las pruebas y presentaciones.